# Juhan Smuul

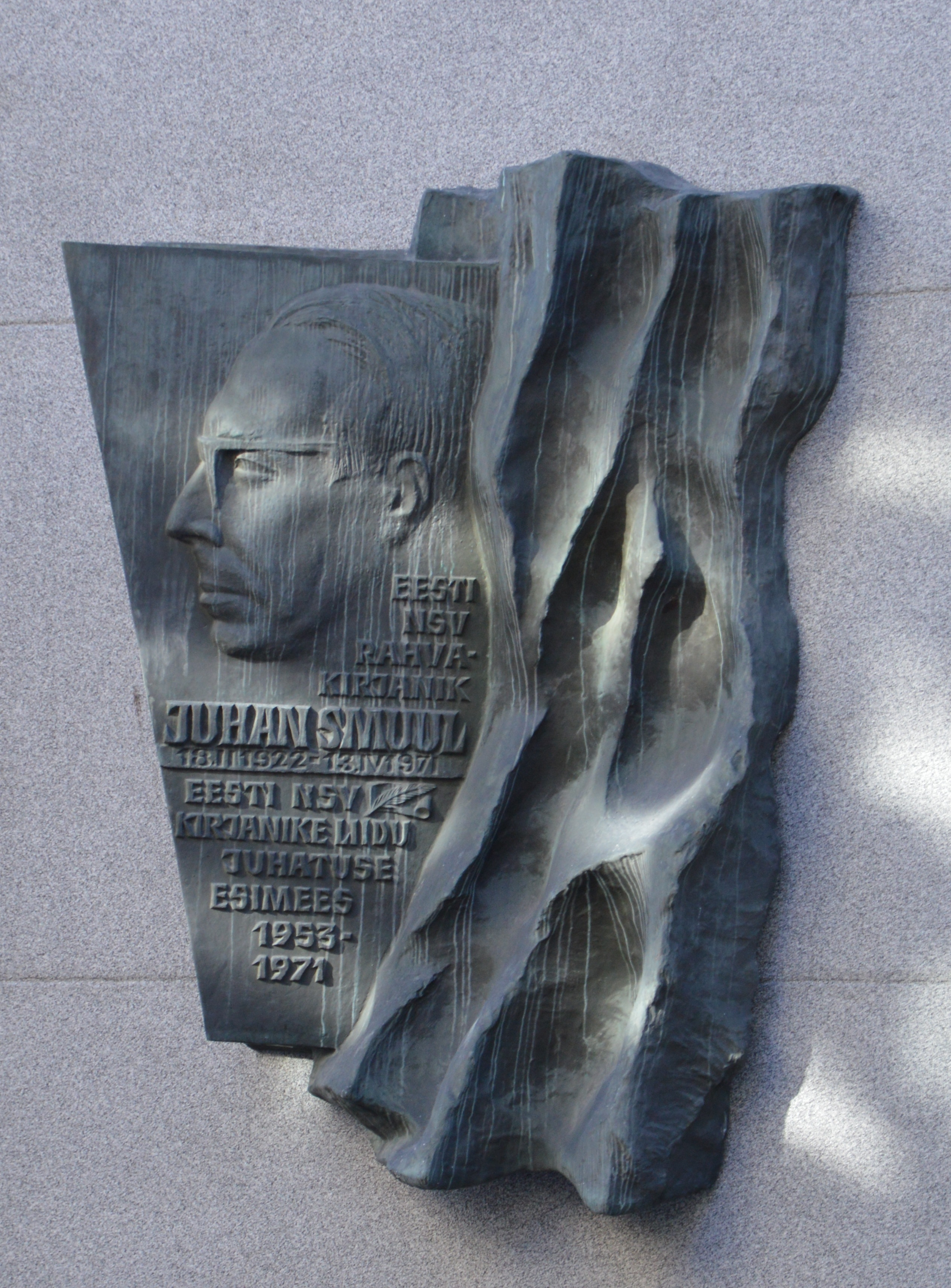
Gedenktafel für Juhan Smuul in Tallinn (Reval)

Juhan Smuul (* 18. Februar 1922 in Koguva auf Muhu; † 13. April 1971 in Tallinn, Estnische SSR) war ein estnischer Schriftsteller und Lyriker.

## Leben
Juhan Smuul (bis 1954 Johannes Schmuul) besuchte von 1930 bis 1936 die Grundschule im Dorf Piiri auf der estnischen Ostsee-Insel Muhu. Anschließend nahm er für kurze Zeit Unterricht an der Landwirtschaftsschule von Jäneda. Danach erkrankte Smuul und musste seine Ausbildung abbrechen, woraufhin er zur Kur in ein Klinikum nach Tartu reiste.
Nach dem Ausbruch des Zweiten Weltkriegs und der Besetzung Estlands durch die Sowjetunion wurde Juhan Smuul zur Roten Armee eingezogen. Wegen seiner Krankheit kämpfte er allerdings nicht an der Front. 1944 wurde er aus der Armee entlassen.
Anschließend war Juhan Smuul als Redakteur der kommunistischen estnischen Zeitung Rahva Hääl ("Volksstimme") in Leningrad beschäftigt. Außerdem war er kurzzeitig Redakteur bei den kommunistischen Blättern Sirp ja Vasar und Pioneer in Tallinn.
Ab 1947 war Juhan Smuul als freischaffender Schriftsteller tätig. Von 1951 bis 1953 war er stellvertretender Vorsitzender des Sowjetischen Schriftstellerverbands Estlands und von 1954 bis 1971 Vorsitzender von dessen Nachfolgeorganisation, des Schriftstellerverbands der Estnischen SSR.
In seinen Werken bestätigte Smuul die sozialistische Staatsideologie. Besonders bekannt ist sein Poeem Stalinile ("Gedicht an Stalin") von 1949. Daneben blieb das Meer eine der Hauptquellen seiner Inspiration. Ihn zog es immer wieder zu seiner Heimatinsel Muhu zurück.
1955 nahm er als Journalist und Reiseschriftsteller auf einem Fangboot an einer Expedition im Nordatlantik teil, 1957/58 an einer Polarexpedition in die Antarktis, 1959 auf einem Forschungsschiff im Japanischen Meer und 1960 an einer Expedition nach Spitzbergen.
Neben seiner schriftstellerischen Tätigkeit war Smuul zeitweise Mitglied des Obersten Sowjets der UdSSR und des Obersten Sowjets der Estnischen Sozialistischen Sowjetrepublik.
Juhan Smuul war dreimal verheiratet: mit der Übersetzerin Ita Saks, mit der Dichterin Debora Vaarandi und der Radiojournalistin Ellen Noot. Er blieb kinderlos.

## Auszeichnungen
Juhan Smuul erhielt zahlreiche sowjetische Auszeichnungen: 1949 und 1950 den "Preis des sowjetischen Estlands", 1952 den Stalinpreis und 1961 den Leninpreis. 1965 war er "Volksschriftsteller der Estnischen Sozialistischen Sowjetrepublik".

### Denkmal
Im Juli 2006 wurde auf Smuuls Heimatinsel Muhu erneut ein von Tõnu Maarandi geschaffenes, überlebensgroßes Denkmal für Juhan Smuul aufgestellt, das vor einigen Jahren entfernt worden war.
Vor allem das Inselmuseum von Muhu in Smuul Geburtsort Koguva erinnert heute an Leben und Werk von Juhan Smuul.

## Werke (Auswahl)

### Gedichte, Reiseerzählungen, Prosa
- "Tormi poeg" (Gedicht, 1947)
- "Järvesuu poiste brigaad" (1948)
- "Poeem Stalinile" (1949)
- "Mina – kommunistlik noor" (1953)
- "Kirjad Sõgedate külast" (1955)
- "Jäine raamat" (Reisetagebuch, 1959; deutsch: "Das Eisbuch", 1962)
- "Jaapani meri, detsember" (Reisetagebuch, 1963)
- "Muhulaste imelikud juhtumised Tallinna juubelilaulupeol" (1957)
- "Muhu monoloogid" (1968)

### Gedichtanthologien
- "Karm noorus" (1946)
- "Et õunapuud õitseksid" (1951)
- "Mere ja taeva vahel" (1959)

### Theaterstücke
- "Atlandi ookean" (1957)
- "Lea" (1960)
- "Kihnu Jõnn ehk Metskapten" (1965)
- "Polkovniku lesk ehk Arstid ei tea midagi" (1965; deutsch: "Die Witwe und andere komische Monologe", 1972)
- "Enne kui saabuvad rebased (Pingviinide elu)" (1969)

## Übersetzungen ins Deutsche
Von Juhan Smuul liegen zwei Buchveröffentlichungen und ein unveröffentlichtes Bühnenmanuskript auf Deutsch vor:
- Das Eisbuch. Eine Reise in die Antarktis. Aus dem Russischen übertragen von Felix Loesch. Berlin: Kultur und Fortschritt 1962. 317 S. (11.-44. Tsd., 1963)
- Die Witwe und andere komische Monologe. Aus dem Estnischen von Alexander Baer. Aus dem Russischen von Juri Elperin. Mit einer Nachbemerkung von Ilse Seehase. Berlin: Verlag Volk und Welt 1972. 200 S.
- Der wilde Kapitän. Übersetzt von Juri Elperin, K. Eiden. Berlin: VEB Lied der Zeit 1967. 124 S.[2]

Verstreut sind auch andere Prosatexte und vereinzelt Gedichte erschienen: 
- Unser täglich Brot. Übersetzt von H. Grabner, in: Wessen Welt ... Hrsg. von den Schriftstellerverbänden in Sofia, Prag, Berlin, Ulan-Bator, Warschau, Moskau, Budapest. Berlin: Verlag Volk und Welt 1967, S. 266.

- Schreiender Stein – Weißes Dunkel. Übersetzt von Sepp Österreicher, in: Wo fängt denn unsere Heimat an? Hrsg. von Sepp Österreicher. Moskau: Verlag Progress 1973, S. 134–138

- Die Sommerfrischler. Übersetzt von Alexander Baer, in: Der letzte Strandräuber. Estnische Erzählungen aus sieben Jahrzehnten. Ausgewählt von Alexander Baer, Welta Ehlert, Nikolai Sillat. Berlin: Volk und Welt 1975, S. 294–317.

- Getötete Bäume – Der Untergang der Pühadekari. Übersetzt von Aivo Kaidja, in: Estnische Novellen. Ausgewählt von Endel Sõgel. Tallinn: Perioodika 1979, S. 227–273.
- Die erstaunlichen Abenteuer der Muhumer auf dem Sängerfest. Übersetzt von Juri Elperin, in: Hinter der Kontrollbude und drei andere Erzählungen aus Sowjetrußland [sic]. Tübingen: Rainer Wunderlich Verlag Hermann Leins 1966, S. 210–311.

- Der gütige Beschützer der Schiffersleut'. Übersetzt von Helga Viira, in: Der gütige Beschützer der Schiffersleut'. Estnische Kurzprosa aus vier Jahrzehnten. Ausgewählt von August Eelmäe. Tallinn: Perioodika 1984, S. 64–69.

Häufig sind Texte in der Zeitschrift Sowjetliteratur (SL) publiziert worden:
- Japanisches Meer (Dezember). Übersetzt von Juri Elperin, in: SL 12/1963, S. 3–114.
- Ärnis Monolog: Die Kälbertaufe oder Wie wäre das aufzuführen. Übersetzt von Harry Schnittke, in: SL 10/1968, S. 118–125.
- Monologe: Riste-Mardis Monolog – Ernis Monologe: Das Begräbnis auf der Gänsebank und die Muhumer Hoheitsgewässer – Sommerfrischler – Mihkels Monolog: Die Steuermannsmare und ihr Konstantin. Übersetzt von Harry Schnittke, in: SL 9/1969, S. 3–41.